# John Joe Rice
John Joe Rice (* 19. Juni 1893 in Cork, Irland; † 24. Juli 1970 in Kenmare, County Kerry) war ein irischer Politiker der Sinn Féin. Von 1957 bis 1961 war er Teachta Dála (Abgeordneter) im Dáil Éireann, dem Unterhaus des irischen Parlaments (Oireachtas).

## Leben
Rice machte nach der Schulzeit eine Ausbildung bei der Eisenbahngesellschaft Great Southern and Western Railway. 1913 war er den Irish Volunteers beigetreten. Nach dem Ausbruch des irischen Unabhängigkeitskriegs übernahm er das Kommando über das fünfte Battalion der zweiten Kerry-Brigade der IRA. Im irischen Bürgerkrieg schlug er sich mit seiner Einheit auf die Seite der Gegner des anglo-irischen Vertrages. Er organisierte auch nach 1922 die IRA. Anders als Éamon de Valera vertrat er die Auffassung, dass der Abstentionismus, das heißt das parlamentarische Fernbleiben, trotz der Wahl in das Parlament, der richtige Weg sei. Er blieb daher bei der Sinn Féin. Bei den Wahlen 1957 konnte er einen Sitz erringen. Doch schon bei den Wahlen 1961 verlor er den Sitz wieder. 1966 wurde er aus der Sinn Féin ausgeschlossen. Hier zeichnete sich die Spaltung innerhalb der Sinn Féin und der IRA ab, die 1969/1970 erfolgte. Rice blieb bei der Provisional Irish Republican Army und sprach sich für die militante Fortsetzung des Kampfes aus. 

## Privates
Rice war mit Nora Aherne verheiratet und hatte mit ihr ein Kind.